# Stanari
Stanari (srbsky Станари) jsou město a sídlo stejnojmenné opčiny v Bosně a Hercegovině v Republice srbské. Nachází se asi 23 km západně od Doboje a asi 149 km severozápadně od Sarajeva. V roce 2013 žilo ve Stanari 1 123 obyvatel, v celé opčině pak 7 755 obyvatel. Nejbližšími městy jsou Doboj, Prnjavor, Teslić a Tešanj.
Město Stanari získalo opčinu teprve v roce 2014 po odtržení od města Doboj, jde tedy o jednu z nejnovějších bosenských opčin. Opčina je též známá pro těžbu hnědého uhlí.
Součástí opčiny je celkem 13 trvale obydlených sídel.
- Brestovo 766
- Cerovica 1 120
- Cvrtkovci 653
- Dragalovci 396
- Jelanjska 481
- Ljeb 382
- Mitrovići 252
- Osredak 314
- Ostružnja Donja 938
- Ostružnja Gornja 428
- Radnja Donja 402
- Raškovci 500
- Stanari 1 123

Blízko Stanari pramení řeka Ukrina.